# Les Mémoires d'un assassin international
Pour plus de détails, voir Fiche technique et Distribution.
Les Mémoires d'un assassin international ou Les vrais mémoires d'un assassin international (au Québec) est une comédie américaine, sortie le 11 novembre 2016, réalisée par Jeff Wadlow et écrite par Jeff Morris et Jeff Wadlow. Les rôles principaux sont interprétés par Kevin James, Zulay Henao, Andy García, Maurice Compte, Kelen Coleman, Andrew Howard et Rob Riggle.

## Synopsis
Comptable et écrivain, Sam Larson se retrouve piégé entre la CIA et les barons de la drogue lorsque son roman de fiction, Les Mémoires d'un assassin international, est accidentellement publié en tant qu'histoire vraie. Il est alors pris pour le héros de son roman. 
Sam se fait enlever et se réveille au Venezuela. Les trois leader locaux, El Toro (leader de la révolution), Anton Masovich (baron de la drogue) et Miguel « Mike » Cueto (le président) vont tour à tour lui demander de tuer un des deux autres. 
Sam va alors, bien malgré lui, faire équipe avec une agent de la DEA pour tous les faire tomber.

## Fiche technique
- Titre : Les Mémoires d'un assassin international
- Titre québécois : Les vrais mémoires d'un assassin international
- Titre original : True Memoirs of an International Assassin
- Réalisation : Jeff Wadlow
- Scénario : Jeff Morris et Jeff Wadlow
- Musique : Ludwig Göransson
- Photographie : Peter Lyons Collister
- Montage : Sean Albertson
- Production : Justin Begnaud, RJ Collins, Kevin Scott Frakes, Todd Garner et Ted Sarandos
- Société de production : Broken Road Productions et PalmStar Media
- Société de distribution : Netflix (États-Unis)
- Pays :  États-Unis
- Genre : Comédie, action et espionnage
- Durée : 98 minutes
- Dates de sortie : 
  - Netflix : 11 novembre 2016

## Distribution
- Kevin James (VF : Gilles Morvan) : Sam Larson alias le fantôme[2]
- Zulay Henao[3] (VFB : Colette Sodoyez) : Agent de la DEA Rosa Bolivar.
- Andy García (VF : Bernard Gabay) : El Toro[4]
- Maurice Compte (VFB : Erico Salamone) : Juan[5]
- Kelen Coleman (VFB : Alexandra Corréa) : Kylie Applebaum[5]
- Andrew Howard[5] (VFB : Philippe Résimont) : Anton Masovich
- Rob Riggle[5]: William Cobb, un agent de la CIA
- Leonard Earl Howze (en)[5]: Michael Cleveland, un agent de la CIA
- Yul Vazquez (VFB : Erwin Grünspan) : général Ruiz[5]
- Kim Coates (VFB : Daniel Nicodème) : Président Cueto[6]
- P. J. Byrne : Trent
- Emilie Ullerup : Stephanie
- Lauren Shaw : Sabine
- Jeff Chase : La Roche
- Katie Couric : elle-même
- Cheyanna Lavon Zubas : la fille dans la piscine
- G-Rod : Heavy

Version française
- Studio de doublage : SDI Media Belgique
- Adaptation : Julie Berlin-Sémon
- Direction artistique : Jean-Marc Delhausse

## Production
Le scénario du film, intitulé Les Mémoires d'un assassin international, écrit par Jeff Morris, est apparu en 2009 sur la Liste noire des meilleurs scénarios non produits. L'histoire tourne autour d'un comptable et écrivain, Joe, qui est pris pour un assassin lorsque son tout premier livre, une fiction, Les Mémoires d'un assassin international est accidentellement publiée en tant qu'histoire vraie sous le titre Les Véritables Mémoires d'un assassin international. Le 6 mai 2015, Kevin James était choisi pour jouer le rôle principal. Jeff Wadlow est embauché pour ré-écrire et réaliser le film qui sera financé par Merced Médias, tandis qu'il sera produit par  PalmStar et Global Film Group. Todd Garner et Kevin Frakes produiront également le film avec Raja Collins et Justin Begnaud et Merced du Raj Brinder Singh. Le 19 mai 2015, il est annoncé que Netflix a acheté les droits de distribution mondiaux de cette comédie au 68e Festival de Cannes.
Le 20 octobre 2015, Génesis Rodríguez signe pour jouer le premier rôle féminin comme agent de la DEA. Le 12 novembre 2015, Andy García rejoint le film pour jouer El Toro, un leader révolutionnaire vénézuélien.
Le 23 novembre, 2015, Rodriguez quitte le projet en raison de blessures à répétition subies pendant le tournage ; elle a déclaré sur son Instagram : "C'est avec grande déception que je dois vous annoncer que je me suis blessé pendant les répétitions de Véritables Mémoires, et que je ne peux plus continuer". Le jour même Variety rapporte que Zulay Henao a signé pour reprendre le premier rôle féminin. Le 7 décembre 2015, Kim Coates rejoint le film, le casting s'agrandit en février 2016, avec Maurice Compte, Kelen Coleman, Andrew Howard, Rob Riggle, Leonard Earl Howze et Yul Vazquez.

### Tournage
Le tournage du film a commencé le 16 novembre 2015 à Atlanta et s'est ensuite poursuivi en République dominicaine, ou il s'est terminé le 12 février 2016. L'équipe comprenait le directeur de la photographie Peter Lyons Collister, le producteur Toby Corbett, le concepteur de costumes Lizz Loup et le scénariste Sean Albertson.

## Distribution
Le film est sorti sur Netflix le 11 novembre 2016.